# 基濟爾-亞爾湖
基濟爾-亞爾湖（烏克蘭語：Кизил-Яр），是烏克蘭的湖泊，位於克里米亞半島的薩基區，處於薩基以南10公里，面積8平方公里，集水區面積328平方公里，平均水深2米，最大水深3.7米。
45°3′N 33°35′E / 45.050°N 33.583°E